# De hoed van Napoleon
De hoed van Napoleon is het 61ste stripverhaal van Jommeke. De reeks wordt getekend door striptekenaar Jef Nys.

## Personages
- Jommeke
- Flip
- Filiberke
- Pekkie
- Choco
- dief
- kleine rollen : Annemieke, Rozemieke, Marie, Charlotte, politie, museumpersoneel en -bezoekers, ...

## Verhaal
In het kasteel van Fontainebleau in Frankrijk, ooit de residentie van Napoleon, blijkt een waardevolle hoed van Napoleon gestolen te zijn. Een van de bewakers ziet de vermoedelijke dief nog vluchten en wegrijden in een 2pk'tje. De politie laat alle 2 pk'tjes in Frankrijk onderzoeken, maar vindt niets. In een landelijk dorp wordt dan toch de auto gevonden die in een ongeval betrokken was. Twee agenten in burger proberen de dief te volgen. De volgende dag leest Jommeke in de krant dat de hoed gestolen is. Op dat moment wordt de hoed door het open raam binnen gegooid. Flip ziet hoe de twee agenten een oudere man tegenhouden, maar dat de hoed niet meer in zijn koffer zit. Wanneer Jommeke de hoed wil teruggeven, blijken de agenten al vertrokken te zijn. Jommeke en Flip menen dat ze de hoed niet naar het politiekantoor kunnen brengen, omdat die zouden denken dat zij de dieven zijn.
Jommeke brengt de hoed in veiligheid bij Filiberke. Terug thuis stelt hij vast dat er ingebroken is. Ze vermoeden dat de dief de hoed kwam zoeken en halen de hoed bij Filiberke weer weg in een kinderwagen. Ze brengen hem naar de Miekes. Ondertussen blijkt er ook bij Filiberke ingebroken te zijn. Bij de Miekes is er dan weer paniek omdat Choco er met de hoed vandoor is. Na wat zoeken vinden de vrienden Choco terug, maar dan botsen ze op straat tegen de dief die de hoed terug wil. Wanneer ze bijna gegrepen worden, gooit Jommeke de hoed over de muur van een afgesloten huis. De dief laat de kinderen met rust en vertrekt. Die avond willen de vrienden de hoed terughalen uit de tuin, maar ze blijkt al verdwenen. Met de hulp van Choco dringen ze binnen, maar dan blijkt dat de woning van de dief zelf is. Hij is een bewonderaar van Napoleon en heeft alles over hem. Hij wilde daarom graag de hoed voor zijn collectie. Bij zijn overlijden mag de hoed terugkeren naar het Kasteel van Fontainebleau. De volgende dag besluiten de vrienden de hoed terug te halen omdat de hoed aan het museum toebehoort. Choco kan de hoed stelen en vlucht met Flip weg in een voorbijrijdende cabrio. De dief merkt dat de hoed verloren is, maar beseft nu dat hij niet alleen aan zichzelf mag denken. Flip en Choco trekken ondertussen met de vrouw die de auto bestuurt naar Frankrijk. Even lijken ze aan een benzinestation gevat te worden, maar ze kunnen aan de politie ontkomen. In Fontainebleau dringen Jommeke en Filiberke het kasteel als bezoekers binnen en verbergen zich. 's Avonds plaatsen ze de hoed terug en 's morgens verlaten ze het kasteel weer met de andere bezoekers. In het kasteel is men verheugd over de mysterieuze terugkeer.

## Achtergronden bij dit verhaal
- Dit album hoort bij de achtervolgingsverhalen waarbij Jommeke en zijn vrienden een waardevol voorwerp uit de handen van een dief moeten houden.
- Het is het eerste bezoek van de vrienden aan Frankrijk ( op een kort bezoek in album 17 Met Fifi op reis na). Het Kasteel van Fontainebleau is een werkelijke plaats en wordt reëel afgebeeld. De vermelding van Napoleon is een van de eerste echt bestaande historische figuren die in de reeks genoemd worden.
- Het hele verhaal door speelt Filiberke kangoeroe.